# Репрезентација Словачке у хокеју на леду
Хокејашка репрезентација Словачке је хокејашки тим Словачке и под контролом је Хокејашког савеза Словачке. Репрезентација се међународно такмичи од 1994. године.
Хокејашка репрезентација Словачке има освојену златну медаљу са Светског првенства 2002. у Шведској. Поред злата имају освојена два сребра на Светском првенству 2000. и 2012. године и бронзу са Светског првенства 2003. године.
На Олимпијским играма учествовали су осам пута. Највећи успех им је треће место 2022. године.

## Историјат
У јануару 1993. године, Чехословачка је подељена на Чешку и Словачку. ИИХФ је признао Чешку као наследника Чехословачке и задржао је у највишој дивизији. Словачка се 1993. године није такмичила ни у једној дивизији Светског првенства. Следеће године своје такмичење почела је у Групи Ц/1 и била је приморана да напредује до Елитне дивизије. На првенству групе Б 1995. године, Словачка је освојила 1. место и пласирала се у највишу дивизију, где је остала до данашњих дана.
Своју прву медаљу освојила је на Светском првенству 2000. године. У полуфиналу су победили Финску 3:1, али су у финалу поражене од Чешке 3:5. Две године касније постигли су највећи успех на Светским првенствима. У финалу су се састали са Русијом. На 58:20 Петер Бондра је постигао гол за 4:3 и Словачка је прославила прву историјску титулу светског првака. И на следећем првенство је Словачка освојила медаљу. Овога пута у питању је била бронзана медаља. У одлучујућем мечу за медаљу, Словачка је победила Чешку са 4:2. Светско првенство 2012. одржано је у Шведској и Финској. Русија је у финалу савладала Словачку са 6:2.
На Зимским олимпијским играма, највише достигнуће Словачке пре 2022. године било је четврто место у Ванкуверу 2010. године. На турниру су победили фаворите Русију и Шведску, а изгубили од Канаде у полуфиналу и од Финске у утакмици за бронзану медаљу. Словаци су своју прву олимпијску медаљу освојили 2022. године када су у утакмици за бронзану медаљу победили Шведску са 4:0.

## Резултати

### Олимпијске игре
- 1994. – 6. место
- 1998. – 10. место
- 2002. – 13. место
- 2006. – 5. место
- 2010. – 4. место
- 2014. – 11. место
- 2018. – 11. место
- 2022. – 3. место
- 2026. – Квалификовали се

### Светско првенство
- 1994. − 21. место (1. место, Дивизија Ц1)
- 1995. − 13. место (1. место, Дивизија Б)
- 1996. − 10. место
- 1997. − 9. место
- 1998. − 7. место
- 1999. − 7. место
- 2000. − 2. место
- 2001. − 7. место
- 2002. − 1. место
- 2003. − 3. место
- 2004. − 4. место
- 2005. − 5. место
- 2006. − 8. место
- 2007. − 6. место
- 2008. − 13. место
- 2009. − 10. место
- 2010. − 12. место
- 2011. − 10. место
- 2012. − 2. место
- 2013. − 8. место
- 2014. − 9. место
- 2015. − 9. место
- 2016. − 9. место
- 2017. − 14. место
- 2018. − 9. место
- 2019. − 9. место
- 2020. − Отказано због Пандемије ковида 19
- 2021. − 8. место
- 2022. − 8. место
- 2023. − 9. место
- 2024. − 7. место
- 2025. − 11. место